# Adeliza of Barking

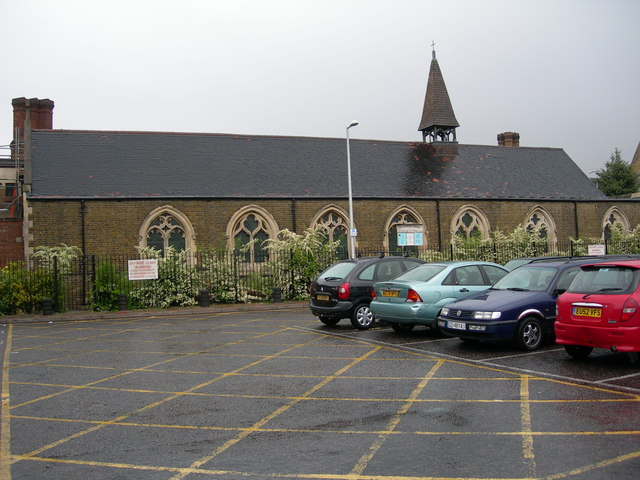
Die Kapelle des von Adelidis gegründeten Hospitals in Ilford (2007)

Adeliza of Barking (auch Adelidis oder Adelaide of Barking; † um 1173) war eine Äbtissin von Barking Abbey in England.
Adeliza war eine Tochter des normannischen Ritters John fitz Richard. Zwischen 1136 und 1138 wurde sie von König Stephan von Blois zur Äbtissin des Nonnenklosters von Barking ernannt, was vermutlich ein Dank des Königs an ihre Brüder Pain und Eustace FitzJohn war, die seiner umstrittenen Thronbesteigung zugestimmt hatten. Über ihr Leben ist nur wenig bekannt. Um 1145 gründete sie das Hospital St Mary’s in Ilford. Der Mönch und spätere Abt von Westminster Abbey, Osbert of Clare, der Mitte der 1150er Jahre in Barking Abbey seine Nichten Margaret und Cecilia besuchte, lobte ihre Keuschheit. Sie war allerdings auch in einen Konflikt mit Erzbischof Theobald von Canterbury verwickelt, wahrscheinlich wegen eines Streits um einen Zehnten, den auch der Priester Roger of Ingatestone beanspruchte. Ihre Nachfolgerin wurde Mary, eine Schwester von Erzbischof Thomas Becket.